# KFC Herenthout
KFC Herenthout is een Belgische voetbalclub uit Herenthout die uitkomt in vierde provinciale. De club werd gesticht op 1 januari 1916 onder de naam F.C. Victoria. Tien jaar later werd de club omgedoopt tot F.C. Herenthout. De club boekte zijn hoogdagen toen het mocht uitkomen in bevordering (midden jaren '80). In september 2017 verhuisde de club naar een nieuw sportcomplex gelegen naast sporthal 't Kapelleke.